# Брадфорд (Нью-Гемпшир)
Брадфорд (англ. Bradford) — місто (англ. town) в США, в окрузі Меррімак штату Нью-Гемпшир. Населення — 1662 особи (2020).

## Демографія
Згідно з переписом 2010 року, у місті мешкало 1650 осіб у 667 домогосподарствах у складі 471 родини. Було 917 помешкань
Расовий склад населення:
| - 97,5 % — білих - 0,4 % — корінних американців - 0,2 % — азіатів - 0,1 % — вихідців з тихоокеанських островів - 0,1 % — чорних або афроамериканців |

До двох чи більше рас належало 1,6 %. Частка іспаномовних становила 1,3 % від усіх жителів.
За віковим діапазоном населення розподілялося таким чином: 20,7 % — особи молодші 18 років, 66,1 % — особи у віці 18—64 років, 13,2 % — особи у віці 65 років та старші. Медіана віку мешканця становила 46,3 року. На 100 осіб жіночої статі у місті припадало 100,7 чоловіків;  на 100 жінок у віці від 18 років та старших — 100,6 чоловіків також старших 18 років.
Середній дохід на одне домашнє господарство  становив 82 172 долари США (медіана — 67 857), а середній дохід на одну сім'ю — 93 911 долар (медіана — 82 031). Медіана доходів становила 52 167 доларів для чоловіків та 40 625 доларів для жінок. За межею бідності перебувало 5,5 % осіб, у тому числі 9,2 % дітей у віці до 18 років та 3,8 % осіб у віці 65 років та старших.
Цивільне працевлаштоване населення становило 855 осіб. Основні галузі зайнятості: освіта, охорона здоров'я та соціальна допомога — 26,9 %, мистецтво, розваги та відпочинок — 11,5 %, науковці, спеціалісти, менеджери — 10,3 %.